# 瓦勒代蒂耶
瓦勒代蒂耶（法語：Vals-des-Tilles）是法国上马恩省的一个市镇，属于朗格勒区。该市镇总面积36.89平方公里，2009年时的人口为165人。

## 人口
瓦勒代蒂耶人口变化图示